# Ommatidae
Famille
Synonymes
- Brochocoleidae Hong, 1982[1]

Les Ommatidae sont une famille de Coléoptères du sous-ordre des Archostemata..

## Systématique
Le nom valide de ce taxon est Ommatidae,,,,. Il est créé en 1912 par les entomologistes anglais David Sharp et Frederick Arthur Godfrey Muir (en), à partir du genre type Omma.
Selon BioLib (8 mai 2022), Ommatidae est synonyme de Ommatinae, classé alors comme sous-famille des Cupedidae.

## Liste des genres
Selon ITIS (8 mai 2022) :
- sous-famille des Ommatinae Sharp and Muir, 1912
  - Omma Newman, 1839
- sous-famille des Tetraphalerinae Crowson, 1962
  - Tetraphalerus Waterhouse, 1901

Selon GBIF (8 mai 2022) :
- Allophalerus Kirejtshuk, 2020
- Amblomma Tan, Ren & Liu, 2005
- Beutelius Escalona, Lawrence & Slipinski, 2020
- Brochocoleus Hong, 1982
- Bukhkalius Kirejtshuk & Jarzembowski, 2020
- Burmocoleus Kirejtshuk, 2020
- Cionocoleus Ren, 1995
- Cionocups Kirejtshuk, 2020
- Echinocups Kirejtshuk & Jarzembowski, 2020
- Eurydictyon Ponomarenko, 1969
- Fuscicupes Hong & Wang, 1990
- Jarzembowskiops Kirejtshuk, 2020
- Limnomma Li & Cai, 2021
- Lithocupes Ponomarenko, 1966
- Notocupoides Ponomarenko, 1966
- Odontomma Ren, Tan & Ge, 2006
- Omma Newman, 1839
- Pareuryomma Tan, Ren & G.e.Shih, 2012
- Polyakius Kirejtshuk, 2020
- Rhabdocupes Ponomarenko, 1966
- Rhopalomma Ashman et al., 2015
- Tetraphalerus Waterhouse, 1901
- Zygadenia Handlirsch, 1906